# Raindrops Keep Fallin’ on My Head
«Raindrops Keep Fallin’ on My Head» (с англ. — «Капли дождя падают на мою голову») — песня, написанная Бертом Бакараком и Хэлом Дэвидом для фильма «Бутч Кэссиди и Сандэнс Кид» (1969), где она прозвучала в исполнении певца Би Джей Томаса.
Оригинальная версия занимала первое место в хит-параде журнала Billboard (США), конкурируя с такими знаменитыми песнями как «Venus» нидерландской группы Shocking Blue, «Yellow River» британской группы Christie и «Bridge over Troubled Water» американского дуэта Simon & Garfunkel. Впоследствии исполнялась Энгельбертом Хампердинком, Рафаэллой Каррой, оркестром под управлением Поля Мориа и др.
Французскую версию песни — «Toute la pluie tombe sur moi» исполнил Саша Дистель; Дистель записал кавер-версию песни в 1970 году, и этот сингл опередил по количеству проданных копий даже оригинал Би Джей Томаса, заняв высокие позиции в британском чарте. Вышедший вслед за синглом альбом хорошо продавался в США и Великобритании.
В СССР эта песня под названием «Звонкие капельки дождя» с русским текстом А. Дмоховского была записана Эмилем Горовцом (1971 г.). Также она была популярна под названием «Все капли дождя мои» благодаря пластинке фирмы «Мелодия» Оркестр Поля Мориа — Музыка из кинофильмов, выпущенной в 1974.
Инструментальная версия песни использована в фильме «Здравствуйте, доктор!» (1974), а также в короткометражном фильме Баадура Цуладзе «Удача» (1980).
В фильме Э. Рязанова «Вокзал для двоих» героиня Людмилы Гурченко напевает эту композицию в сцене, когда её провожает домой герой Олега Басилашвили. На фоне этой мелодии дикторы новостных передач советского латвийского ТВ читали прогноз погоды.
В 1994 году была использована в трагикомедии «Форрест Гамп»; в 1996 году была использована в пародийной комедии «Неистребимый шпион» в эпизоде, пародирующем сцену из фильма «Бутч Кэссиди и Санденс Кид»; в 2003 году была использована в фильме «Свадебная вечеринка» (The In-Laws); в 2004 году в фильме «Человек-паук 2», в 2006 году в фильме «Клерки 2» (Clerks II), в 2015 году — в телесериале «Области тьмы», в 2025 году в игре «Death Stranding 2: On the Beach».
В 2014 году сингл Би Джей Томаса с этой песней (вышедший в 1969 году) был принят в Зал славы премии «Грэмми».